# Doubs (Doubs)
 Doubs  es una comuna y población de Francia, en la región de Franco Condado, departamento de Doubs, en el distrito y cantón de Pontarlier. Está integrada en la Communauté de communes du Larmont.

## Demografía[3]
| 400 | 372 | 359 | 305 | 380 | 376 | 376 | 384 | 367 | 422 | 458 | 414 | 386 | 341 | 367 | 336 | 328 | 308 | 330 | 322 | 358 | 322 | 349 | 347 | 402 | 533 | 623 | 789 | 1 049 | 1 267 | 1 677 | 2 266 | 2 405 |
| Para los censos de 1962 a 1999 la población legal corresponde a la población sin duplicidades (Fuente: INSEE [Consultar]) |     |     |     |     |     |     |     |     |     |     |     |     |     |     |     |     |     |     |     |     |     |     |     |     |     |     |     |       |       |       |       |       |

Forma parte de la aglomeración urbana de Pontarlier. 